# Ludwig von Fautz
Ludwig von Fautz (Vienna, 20 agosto 1811 – Penzing (ora distretto di Vienna), 23 febbraio 1880) è stato un ammiraglio austriaco.

## Biografia
È nato il figlio di Anton Moritz Fautz (produttore tela e stoffe master) e il Florentina Troclet a Vienna. I suoi fratelli erano il tenente colonnello August von Fautz, cavaliere di l'Ordine di Leopoldo († 28 luglio 1859 a Friedek/Slesia) e comandante di battaglione del reggimento di fanteria n° 23 Barone Airoldi e Anton von Fautz, maggiore della Arcièren-Leibgarde. Dopo l'ingresso nella Marina l'8 marzo 1826, nel 1829 Fautz partecipò come cadetto navale al bombardamento dei porti atlantici del Marocco, in risposta al dirottamento di una nave austriaca da parte dei pirati marocchini. Durante la prima guerra di indipendenza italiana (1848-1849) fu coinvolto sotto il vice ammiraglio Hans Birch Dahlerup al blocco di Venezia e al bombardamento di Ancona come comandante dei piroscafi SMS Vulkan e SMS Curtatone. In questa occasione ebbe un grave infortunio (colpo al fegato), di cui subì le conseguenze per tutta la vita. Il 14 giugno 1849 ricevette, per il "coraggio dimostrato" in questa azione, la croce di cavaliere dell'Ordine imperiale di Leopoldo. Nell'azione condotta sotto il comando del generale barone Lazarus von Mamula da forze di terra contro la Bocche di Cattaro nel 1849, Fautz vi partecipò come comandante di squadra.
Con la fregata a vela SMS Venus, costruita nel 1832, intraprese numerose crociere di formazione per la Scuola Navale nel Mediterraneo e nel 1849 andò in Inghilterra, nel 1849/1850 a Napoli, Lisbona e Madera e il 1851 nelle Indie Occidentali, dove ha navigato nelle Bahamas, a Saint Thomas, La Guaira e anche a L'Avana, a Cuba. A Fautz furono anche conferiti l'Ordine imperiale di Leopoldo in Austria, la classe di commendatore dell'ordine di San Gregorio Magno nello Stato pontificio, l'Ordine del Salvatore in Grecia, il titolo di Consigliere Segreto di Sua Maestà Imperiale (Geheimer Rat) e quello di Grande ufficiale dell'Ordine di Guadalupe del Messico.
Nel marzo 1852 Fautz fu nominato capitano di vascello, tra i primi austriaci a comandare una nave da guerra a vapore corazzata. Il 27 dicembre 1854 fu ammesso al cavalierato ereditario dell'Impero austriaco. Nel 1856 ricevette la nomina a contrammiraglio. Dall'agosto 1856 fu, sotto il granduca Ferdinando Massimiliano d'Asburgo, alla direzione della neo-costituita Cancelleria della Marina imperial regia, nei periodi 1852/1853, 1855 e 1859/1860 fu comandante di squadra e vice del granduca dal 1858 al 1860.
Nel periodo 1860-1865 Fautz fu comandante di tutta la marina austriaca, dal 1864 in qualità di viceammiraglio, e dal luglio 1865 - con l'abolizione del Ministero della Marina - fino a marzo 1868, divenne direttore della k.u.k. Marinesektion al k.u.k. Kriegsministerium. Fu sostituito da Wilhelm von Tegetthoff con il quale aveva avuto anni prima, numerose divergenze.
Nel 1869 andò in pensione e si immerse nell'avventura di un matrimonio tardivo, che gli diede anche la paternità (il figlio fu il capitano di corvetta Gustav Heinrich Ritter von Fautz 1878-1922).